# L'etica protestante e lo spirito del capitalismo
L'etica protestante e lo spirito del capitalismo è un saggio dell'economista, sociologo, filosofo e storico tedesco Max Weber (1864 - 1920) in cui si identifica nel lavoro come valore in sé l'essenza del capitalismo e riconduce all'etica della religione protestante, in particolare calvinista, lo spirito del capitalismo.

## Capitalismo e calvinismo
Nei due ponderosi saggi del 1904 e 1905 che poi furono pubblicati con il titolo complessivo L'etica protestante e lo spirito del capitalismo si potrebbe intendere, a prima vista, che il protestantesimo, e in particolare il calvinismo, sia stato all'origine del capitalismo moderno. In realtà Weber non intende sostenere che un fenomeno economico possa essere causato direttamente da un fenomeno religioso. Egli mette invece in relazione due fenomeni omogenei: la mentalità religiosa calvinista e la mentalità capitalista, affermando che la prima fu una pre-condizione culturale insita nella popolazione europea assai utile al formarsi della seconda. 
Del resto anche l'uso del termine "capitalismo" associato a un fenomeno religioso del Cinquecento sarebbe improprio, considerando che il sistema capitalistico è da riferirsi correttamente all'ambito della prima rivoluzione industriale della metà del Settecento.
Weber infatti, come chiarisce lo stesso titolo dell'opera, si riferisce allo "spirito" capitalistico, a quella disposizione socio-culturale che, correggendo la spontanea sete di guadagno, induce il calvinista a reinvestire i frutti della propria attività per generare nuove iniziative economiche. Max Weber notava come i paesi calvinisti, come i Paesi Bassi, l'Inghilterra sotto Oliver Cromwell e la Scozia, erano arrivati primi al capitalismo rispetto a quelli cattolici come la Spagna, il Portogallo e l'Italia.
Weber si chiedeva quindi: se il capitalismo genuino è caratterizzato essenzialmente dal profitto e dalla volontà di reinvestire incessantemente quanto guadagnato, questo atteggiamento ha una relazione con la mentalità calvinista? Questo potrebbe spiegare il ritardato avvento del capitalismo nei paesi rimasti cattolici, rispetto a quelli in cui si diffuse la Riforma? In tutte le società pre-capitalistiche l'economia è intesa come il modo per produrre risorse da impiegare per fini non economici (produttivi): consolidare il potere od ottenere maggiore influenza politica, coltivare la bellezza proteggendo letterati ed artisti (mecenatismo), soddisfare i propri bisogni (consumi) od ostentare tramite il lusso il proprio status sociale. 
Nello spirito capitalistico invece il conseguimento di questi fini legati a valori extra economici sono del tutto secondari e trascurabili: ciò che importa è che il profitto sia investito e sempre crescente. Il capitalista vero è colui che ottiene la massima soddisfazione dal conseguimento del profitto in sé, non dai piaceri che il guadagno può procurare. Ma per consolidare una tale mentalità, contraria alle tendenze "naturali", è stata necessaria, osserva Weber, una grande rivoluzione socio-culturale: la Riforma protestante, la quale iniziò per finalità religiose ma che involontariamente favorì il diffondersi della secolarizzazione (eterogenesi dei fini).

## Il profitto segno della grazia divina
La religione luterana aveva dichiarato l'inefficacia delle buone opere per essere salvati. La dottrina della giustificazione per fede era espressione della onnipotenza divina che, a suo insindacabile giudizio, "giustificava" il peccatore, ovvero rendeva giusto (iustum facere) chi per sua natura era ingiusto a causa del peccato originale a condizione che avesse fede. Si stabiliva così un rapporto diretto fra Dio e gli uomini venendo a mancare la funzione di mediazione del sacerdos (colui che dà il sacro), dispensatore della grazia divina che assicura al fedele che compie opere buone il perdono divino.
La mediazione della Chiesa tra il fedele e Dio, presente nel cattolicesimo, nel luteranesimo era cancellata. Ogni credente diveniva sacerdote di sé stesso. Nessun uomo, sosteneva Lutero, con le sue corte braccia può pensare di arrivare fino a Dio. Questa condizione tuttavia era potenzialmente disperante. Quanto più il fedele viveva approfonditamente la sua fede, infatti, tanto più si insinuava in lui il dubbio sulla sua sorte nell'aldilà. Con Calvino arriva una soluzione. Il segno della grazia divina diventa visibile e sicuro: è la ricchezza, il benessere generato dal lavoro. Anzi il lavoro in sé acquistava il valore di una vocazione religiosa: è Dio che ci chiama a esso. È quindi il Beruf, il lavoro e il successo che ne consegue, ad assicurare al calvinista che «Dio è con lui», che egli è l'eletto, il predestinato.
Di conseguenza il povero è colui che per i peccati commessi è escluso dalla grazia di Dio. La figura del povero, che nel Medioevo cristiano e cattolico rappresentava la presenza di Cristo, lo strumento per acquisire meriti per il Paradiso, ora è invece il segno della disgrazia divina. Le torme di mendicanti, cenciosi e ladri, che nel Cinquecento assediano le strade della città, impauriscono i buoni borghesi. A ogni aumento del prezzo dei beni alimentari può scatenarsi una sommossa. Essi quindi verranno relegati dalle autorità cittadine, spesso con la forza, negli ospedali, che divengono i luoghi di raccolta di ammalati, vagabondi e poveri.

## Visione weberiana
Questa concezione calvinista del valore del lavoro per il lavoro stesso trova riscontro per Max Weber in alcune caratteristiche che differenziano le due confessioni religiose. Mentre il cattolico celebra la messa o prega per ottenere qualcosa, il protestante ringrazia Dio per quello che ha già ottenuto: la sua preghiera onora Dio, ha un valore in sé stessa, non serve per ottenere qualcosa. Mentre le chiese cattoliche manifestano la gloria di Dio nell'oro e nella ricchezza dei loro edifici e delle cerimonie, al contrario quelle calviniste hanno il senso di sé in se stesse: sono severi luoghi di culto costruiti soltanto per pregare.
Infine, come la fede nel protestantesimo vale per se stessa ed è del tutto separata dalle opere, così nello spirito capitalistico il lavoro e la produzione sono valori morali in sé, separati da ogni risultato esterno: il profitto va reinvestito perché il Beruf (lavoro) ha un valore in sé stesso, non per i piaceri che possa procurare. Il calvinista, nonostante la ricchezza di cui dispone, mostra un aspetto emaciato e dimesso, praticando per il giudizio pubblico una sorta di ascesi intramondana («innerweltliche Askese») ma godendo nel privato di soddisfazioni terrene.

## Le obiezioni alla tesi di Weber
La tesi di Weber fu messa in discussione già nel 1927 da Bernard Groethuysen (1887-1946), nel suo studio Die Entstehung der bürgerlichen Welt- und Lebensanschauung in Frankreich, che dimostrò come la cosiddetta '"etica protestante" esistesse già prima della Riforma in vari gruppi sociali, fra i quali i mercanti lucchesi e in senso lato la borghesia mercantile italiana, già organizzata in modo "pre-capitalistico". Questi gruppi sociali sarebbero stati ardenti sostenitori dell'"etica calvinista del lavoro", che essi introdussero nel, e non trassero dal, protestantesimo. A quanti di loro non aderirono alla Riforma, gesuiti e giansenisti provvidero poi a offrire una versione "cattolica" di tale etica.
Altre interpretazioni storiografiche sostengono che non è affatto vero che il cattolicesimo sia estraneo allo spirito capitalistico.
Una forma di capitalismo già nel Medioevo esisteva nei Comuni italiani e continuò ad esistere nel '500 nelle cattoliche Siviglia, Lisbona, Lucca, Venezia. Si trattava di un capitalismo commerciale che entrò in crisi prevalentemente per lo spostamento, a seguito della scoperta dell'America (1492), delle rotte commerciali dal Mediterraneo all'Atlantico, non certo per motivi religiosi.
Grandi famiglie mercantili rinascimentali come i Fugger, i Welser, i mercanti-banchieri italiani restarono cattolici. Gli stessi papi, come quelli della famiglia Medici erano spesso banchieri.
Sembra infine, molto riduttivo pensare che l'adesione alla Riforma fosse determinata da preesistenti condizioni economiche e di classe. Tutte le classi sociali passarono alla Riforma: ricchi e poveri, borghesia e plebe; il che dimostra che l'adesione alla Riforma fu determinata:
- dallo sviluppo dello Stato assoluto, dove s'intreccia un patto di fedeltà tra il sovrano e i suoi funzionari borghesi, dove il suddito si sente più legato al suo re che al papa e alla Curia romana che spesso non viveva gli ideali evangelici;
- dal nuovo messaggio religioso egualitario della Riforma che trascinava poi con sé la ribellione delle masse contadine e cittadine desiderose di giustizia e di un clero non più concubino e simoniaco;
- dalla primitiva nascita di un sentimento di nazionalità, di una prima identità nazionale che portava a un naturale distacco da Roma e all'esigenza di una Chiesa nazionale autonoma dove nei culti la lingua nazionale permettesse a tutti la partecipazione e la comprensione.[8]

Particolarmente significative appaiono, anche, le critiche avanzate da Alexander Gerschenkron ne Lo sviluppo industriale in Europa e in Russia. Nel ricercare le fondamenta dell'industrializzazione russa di fine Ottocento, Gerschenkron sottolinea la preponderanza dei Vecchi credenti, gruppo scismatico della Chiesa Ortodossa, tra i nuovi imprenditori.
Rimane comunque un problema: perché l'Europa religiosa, a seguito della Riforma, si spaccò così rapidamente e definitivamente in due parti?
In effetti tra il cristianesimo dei popoli dell'Europa centro settentrionale e di quella mediterranea, sin dall'inizio esisteva una differenza perché rappresentavano due culture profondamente diverse. Vi era stato un doppio cristianesimo sin dall'inizio. Nel Medioevo la cristianità era stata improntata al feudalesimo venuto dal Nord Europa ma poi verso il XIII secolo era stata la cultura cristiana dei mercanti e banchieri italiani a diffondersi in Europa. Ma una vera fusione tra i due cristianesimi non era mai avvenuta. Adesso con l'avvento della Riforma quella incrinatura diventa una profonda, insanabile spaccatura.